# Ferrovia Cervignano-Aquileia-Pontile per Grado
La ferrovia Cervignano-Aquileia-Pontile per Grado era una linea ferroviaria oggi non più in servizio. Essa collegava la stazione di Cervignano del Friuli con l'imbarco dei traghetti destinati a Grado, posto presso a circa 700 metri dopo la stazione di Belvedere nel comune di Aquileia.

## Storia
La breve linea ferroviaria fu costruita dall'Imperial Regia Società Ferroviaria Friulana (in tedesco Friauler Eisenbahn Gesellschaft, FEG) che aveva già realizzato nell'ultimo decennio del XIX secolo altre due ferrovie nel basso Friuli austriaco, la Cervignano-Monfalcone ed il raccordo Monfalcone-Portorosega.
La linea ferroviaria fu progettata dagli ingegneri Giulio Dreossi e Giacomo Antonelli. Nei piani iniziali la ferrovia si sarebbe dovuta estendere fino a Grado ma a causa degli eventi bellici della Prima Guerra Mondiale, questo prolungamento non fu mai costruito. La stazione terminale avrebbe dovuto sorgere alla testata Mosconi, prima del ponte mobile oggi esistente (aperto nel 1935 assieme al terrapieno stradale realizzato in quell'anno).
Il governo asburgico rilasciò la concessione per la costruzione della linea alla società ferroviaria nel 1909. La ferrovia fu aperta ufficialmente all'esercizio il 16 luglio 1910 senza feste popolari o private. Il treno inaugurale era composto da 3 carrozze e tutti i passeggeri sventolavano dai finestrini la bandiera austriaca. Arrivando alla stazione di Belvedere, il fischio "in festa" della locomotiva aveva spaventato gli abitanti e alcuni scapparono nelle campagne circostanti.
Il traffico passeggeri e merci fu esercitato originariamente dalle Imperial Regie Ferrovie statali austriache (k.k.St.B.) con treni provenienti dalle principali località dell'Impero austro-ungarico.
A seguito dell'occupazione italiana del settore dell'Isonzo al principio della prima guerra mondiale, nel maggio 1915 la linea passò in gestione provvisoria alla Società Veneta. Con il trattato di Saint Germain en Laye, la linea entrò a far parte del territorio italiano. Nel 1920 le Ferrovie dello Stato acquisirono direttamente l'esercizio, mentre la proprietà della linea fu mantenuta dalla FEG, i cui capitali erano in mano a soggetti divenuti cittadini italiani.
Nel 1921, dal terzo binario della stazione di Aquileia partiva il treno del Milite Ignoto con destinazione Roma.
Il servizio sulla linea fu soppresso il 1º luglio 1937, perché l'inaugurazione del ponte stradale per Grado aveva avvantaggiato il traffico stradale.
La ferrovia fu riaperta nel 1942, a seguito delle restrizioni di carburante che resero sconvenienti gli autoservizi sostitutivi. La linea però fu limitata a Belvedere e il fabbricato viaggiatori del Pontile e il suo secondo binario furono rimossi.
Durante la guerra, i principali treni trasportavano soldati feriti verso Grado, ma non mancavano anche i servizi regolari per i pendolari.
Il traffico passeggeri terminò sul finire degli anni '40, ma sporadici treni merci furono visti fino alla fine degli anni '50.
La linea fu ufficialmente chiusa con il cambio d'orario del gennaio 1965.
Nel dopoguerra la linea, a causa di mancati accordi fra la FEG e le Ferrovie dello Stato, non fu disarmata. Negli anni ottanta, in virtù dell'esigenza della società friulana di essere liquidata, si aprì una diatriba legale tra le due società.
La vertenza si è risolta nel 2008 con l'adozione di uno schema di transazione fra Rete Ferroviaria Italiana, che ha sostituito le Ferrovie dello Stato negli aspetti legali, e Società Ferroviaria Friulana. Alla fine dello stesso anno sono dunque iniziati i lavori di smantellamento della linea. Gli spazi ed i rilevati ferroviari sono stati utilizzati per la realizzazione della pista ciclabile Palmanova-Aquileia-Grado.
Il 16 luglio 2010 è stato celebrato il centenario dell'inaugurazione della ferrovia Cervignano-Belvedere. Per l'occasione è stata allestita la mostra 1910: arrivo in treno a Grado. Il centenario della ferrovia Cervignano–Belvedere presso la sala espositiva della GIT a Grado. Una lapide commemorativa è stata collocata presso la stazione ferroviaria di Cervignano ed è stato predisposto un annullo speciale postale in un ufficio filatelico temporaneo collocato all'interno della struttura.

## Caratteristiche
La linea ferroviaria era a singolo binario a scartamento ordinario da 1435 mm e rotaie di tipo Vignoles.
La linea non venne mai elettrificata ne tantomeno aggiornata nel corso degli anni, se non per l'aggiunta del segnalamento (1928).

## Percorso
| Continuation backward |

| Unknown route-map component "CONTgq" | Unknown route-map component "ABZg+r" |  |  |

| Station on track |

| Unknown route-map component "xABZgl" | Unknown route-map component "CONTfq" |

| Unknown route-map component "exHST" |

|  | Unknown route-map component "exSTR" | Unknown route-map component "exSTR+l" | Unknown route-map component "exCONTfq" |

| Unknown route-map component "exBHF" | Unknown route-map component "exKBHFe" |

| Unknown route-map component "exBHF" |

| Unknown route-map component "exHST" |

| Unknown route-map component "exENDEe" | Pier |

La breve linea si staccava dalla stazione di Cervignano del Friuli e giungeva nei pressi del pontile per Grado lungo un percorso pianeggiante e sostanzialmente parallelo alla regionale 352. Il tempo di percorrenza dell'intera tratta era di circa 30 minuti.
All'altezza di Aquileia, la ferrovia effettuava una curva allo scopo di evitare il centro abitato e la basilica di Santa Maria Assunta.
Ai tempi dell'esercizio ferroviario, presso il pontile vi erano coincidenze con i traghetti diretti a Grado. Ogni giorno c'erano dieci corse in entrambi i sensi di marcia nel periodo austroungarico, per limitarsi a 3/4 sotto la gestione italiana.

## Documentari
Nel 2022 è stato pubblicato su Youtube il documentario "Il viaggio della ferrovia Cervignano - Pontile per Grado" realizzato da Gary Ograjsek che vede la partecipazione di Stefano Pinat (ricercatore e storico ferroviario) e Emanuele Zorino (sindaco di Aquileia).
In questo breve video, vengono narrate le vicende principali e i progetti futuri di questa linea ferroviaria.